# Myrmecozela asariella
Myrmecozela asariella är en fjärilsart som beskrevs av Aleksei Konstantinovich Zagulajev 1972. Myrmecozela asariella ingår i släktet Myrmecozela och familjen äkta malar.
Artens utbredningsområde är Azerbajdzjan. Inga underarter finns listade i Catalogue of Life.